# Улица Розы Шаниной
Улица Розы Шаниной — улица в историческом центре Архангельска, Ломоносовский округ. Проходит от улицы Урицкого до улицы Смольный Буян.
Имеет одностороннее движение в сторону Смольного Буяна, автотранспорт направляется по улице на Северодвинский мост через Северную Двину.
Улица длиной в один квартал, в своей середине соприкасается с улицей Красноармейской, протяженность улицы около 300 метров. На ней расположено несколько жилых деревянных домов, один хозяйственный магазин, а также ряд зданий С(А)ФУ — общежитие, столовая и библиотека.

## История

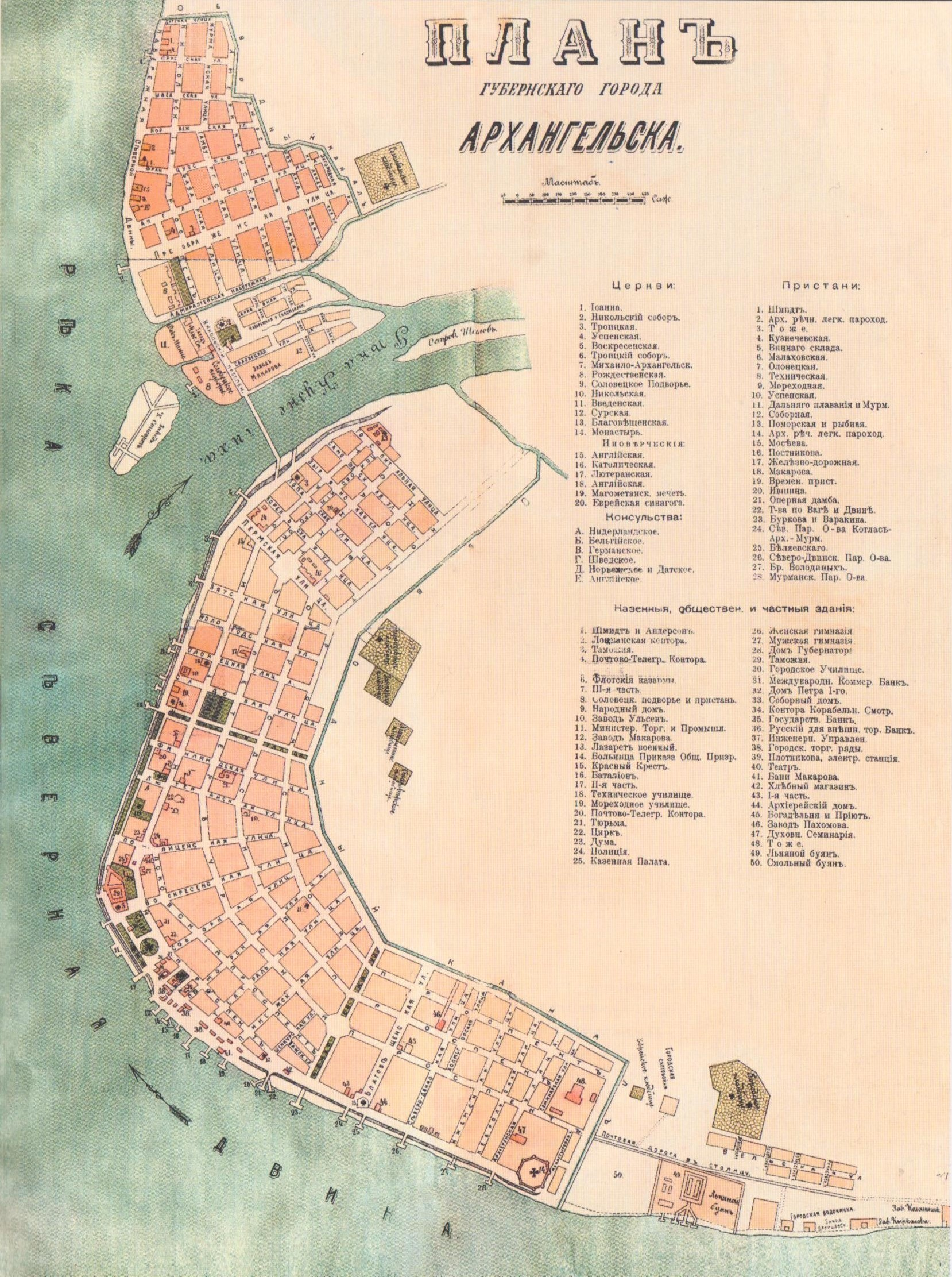
Карта Архангельска 1890 года

Является отделившейся частью Костромского проспекта (ныне — Проспект Советских космонавтов), существовавший ранее сквозной проезд через городскую застройку позднее был утрачен.
В начале XX века район улицы представлял собой городскую окраину. После перевода сюда Архиерейского дома, здесь сложился архитектурный комплекс, включающий духовную семинарию, открытую 26 сентября 1812 года.
Современное название, с 1948 года, в память снайпера Великой Отечественной войны — Розы Шаниной (1924—28.01.1945). Вблизи улицы находится здание высшего педагогического училища (ныне — колледжа), в котором училась Роза Шанина. На 7-м корпусе С(А)ФУ (ул. Смольный буян, 7) установлена мемориальная доска памяти девушки-советского воина.
До поименования в 1948 году улица была безымянной, название Студенческая дано по рыбопромышленному техникуму (до 1955 года — судостроительному), на улице также находились общежития этого техникума и Педагогического института им. М. В. Ломоносова. Ныне на улицу выходит один из учебных корпусов С(А)ФУ.